# Der Leopard (1963)
Der Leopard (Originaltitel Il Gattopardo) ist ein italienisch-französischer Spielfilm aus dem Jahr 1963 von Luchino Visconti, gedreht nach dem gleichnamigen Roman von Giuseppe Tomasi di Lampedusa. Der mit großem Aufwand realisierte Stoff gilt als Meisterwerk der Filmgeschichte.
Wie bereits der vorhergegangene Teil der Süditalientrilogie Rocco und seine Brüder wurde auch Der Leopard 2008 auf die offizielle, vom italienischen Kulturministerium gebilligte Liste „100 erhaltenswerte italienische Filme“ aufgenommen. Die 100 ausgewählten Filme entstanden zwischen 1942 und 1978 und haben das kollektive Gedächtnis Italiens maßgeblich geprägt.

## Handlung
Sizilien im Jahr 1860: Der Einflussverlust des sizilianischen Adels und der Aufstieg des Bürgertums in der Zeit des Risorgimentos, der Einigungsbewegung Italiens, wird aus der Sicht des Adelsgeschlechts der Salina dargestellt. Don Fabrizio, der angesehene Fürst von Salina, führt mit seiner großen Familie ein angenehmes Leben auf mehreren Landsitzen. Diese Ruhe wird gestört, als Giuseppe Garibaldi mit seinen Gefolgsleuten in Sizilien landet, um die unbeliebte Fremdherrschaft der Bourbonen in Süditalien zu beenden. Don Fabrizio ahnt im Gegensatz zu vielen anderen Adeligen seiner Zeit, dass dadurch eine nicht aufzuhaltende Entwicklung einsetzt – das Bürgertum wird über kurz oder lang die Aristokratie ersetzen, während sich an der Oberfläche der Gesellschaft nicht viel verändern werde. Sein Lieblingsneffe Tancredi, zwar von altem Adel, aber verarmt, schließt sich den Aufständischen an. Sein Leitspruch ist: „Wenn wir wollen, dass alles so bleibt, wie es ist, muss alles sich ändern.“ Fabrizio toleriert das Verhalten von Tancredi und gibt ihm zum Abschied sogar etwas Geld für den Kampf mit. Bei Gefechten in Palermo leicht verletzt, wird Tancredi zum Hauptmann in Garibaldis Armee befördert.
Nachdem die Revolutionäre gesiegt haben, bezieht Don Fabrizio mit seiner Familie sein Sommerdomizil in dem Dorf Donnafugata. Don Calogero Sedara, der wichtigste Bürger des Dorfes und ein umtriebiger Geschäftsmann, hat besonders von der Revolution profitiert und reißt sich Güter und Grundstücke in der Umgebung unter den Nagel. Er stellt seine außergewöhnlich schöne Tochter Angelica der Familie Salina vor. Sofort verliebt sich Tancredi in sie und selbst der Fürst ist ganz von ihrem Charme eingenommen. Don Calogero nutzt die Chance, seine Tochter in die Aristokratie aufsteigen zu lassen, und schon bald macht Tancredi Angelica einen Heiratsantrag. Don Fabrizio willigt in die Verlobung ein, da er die hohen Ambitionen seines Neffen kennt und weiß, dass dieser als verarmter Adeliger ohne das Geld seines Schwiegervaters nie seine hohen Lebensziele erreichen könnte. Zum Opfer dieser Verbindung wird ausgerechnet Fabrizios Tochter Concetta, die sich Hoffnungen auf eine Verlobung mit Tancredi gemacht hatte. Auch Fabrizios von ihm entfremdete, streng katholische Ehefrau Maria Stella ist über die Verlobung ihres Neffen mit der von Bauern abstammenden Angelica entsetzt. Calogero behauptet unterdessen, er könne nach neuesten Nachforschungen nun eine adelige Herkunft seiner Familie nachweisen, macht sich damit aber eher zum Gespött Fabrizios.
In einer Volksabstimmung wird beschlossen, dass das Königreich Sizilien aufgelöst und dem neugegründeten Königreich Italien als konstitutionelle Monarchie unter König Viktor Emanuel II. von Sardinien-Piemont angeschlossen werden soll. In Donnafugata fällt die von Don Calogero geleitete Abstimmung einstimmig mit 512:0 für den Anschluss aus. Die Furcht vor der Anarchie oder der Einführung einer Republik sowie die Unabwendbarkeit der Geschichte veranlassen auch den Fürsten, für die konstitutionelle Monarchie zu stimmen. Allerdings erfährt der Prinz später von Ciccio Tumeo, seinem monarchistisch gesinnten Jagdpartner, dass dieser mit Nein abgestimmt hatte – somit hatten Calogero und andere Revolutionäre das Wahlergebnis manipuliert.
Prompt wird Tancredi Offizier der königlichen Armee und distanziert sich von Garibaldi und den noch bei diesem verbliebenen Revolutionären. Fabrizio erkennt, dass sein Neffe mit diesem Opportunismus im neuen Italien viel Erfolg haben könnte. Der Fürst erhält unterdessen durch den Abgesandten Chevally ein Angebot der Regierung, Mitglied des italienischen Senats zu werden und bei der Erneuerung der Gesellschaft mitzuarbeiten. Mit einer Mischung aus Melancholie und Illusionslosigkeit erklärt Fabrizio, dass die Löwen und Leoparden abtreten und nach ihnen die Hyänen und Schafe kommen würden. Der inzwischen gealtert wirkende Aristokrat schließt die Möglichkeit eines Fortschritts für Sizilien aus und lehnt eine politische Mitarbeit ab. Chevally wendet ein, dass mit seinem Rückzug zwielichtige und egoistische Kräfte im neuen Parlament umso stärker werden würden.
Bei einem großen Ball des Fürsten von Ponteleone in Palermo wird Angelica schließlich in die adlige Gesellschaft eingeführt. Für Angelica wird der Ball zu einem Erfolg, während ihr Vater von den anderen Gästen weitgehend ignoriert wird. Melancholisch und von den Entwicklungen der Gesellschaft entfremdet, wandert Fabrizio alleine durch die prachtvollen Zimmer des Palastes und macht sich Gedanken über die Vergänglichkeit. Die Verstaubtheit der Aristokraten und das opportunistische Auftreten der Neureichen machen ihn verbittert, obwohl er selbst diese Gesellschaftselite führend repräsentiert. Ein eitler Oberst, der vor kurzem General Garibaldi und einige Revolutionäre verhaftet hatte, wird von den Anwesenden für seine Leistung gefeiert. Für einen Moment reißt Angelica Fabrizio aus seinen Gedanken, als sie ihn zu einem Walzertanz auffordert, den er mit seiner alten Eleganz und Jugendlichkeit meistert. Bei Morgengrauen verlässt Fabrizio den Ball, wandert alleine durch die Straßen von Palermo und blickt sehnsüchtig in das Weltall, während die Schüsse der Erschießung einiger Deserteure aus der königlichen Armee zu hören sind.

## Hintergrund

### Vorlage und Drehbuch

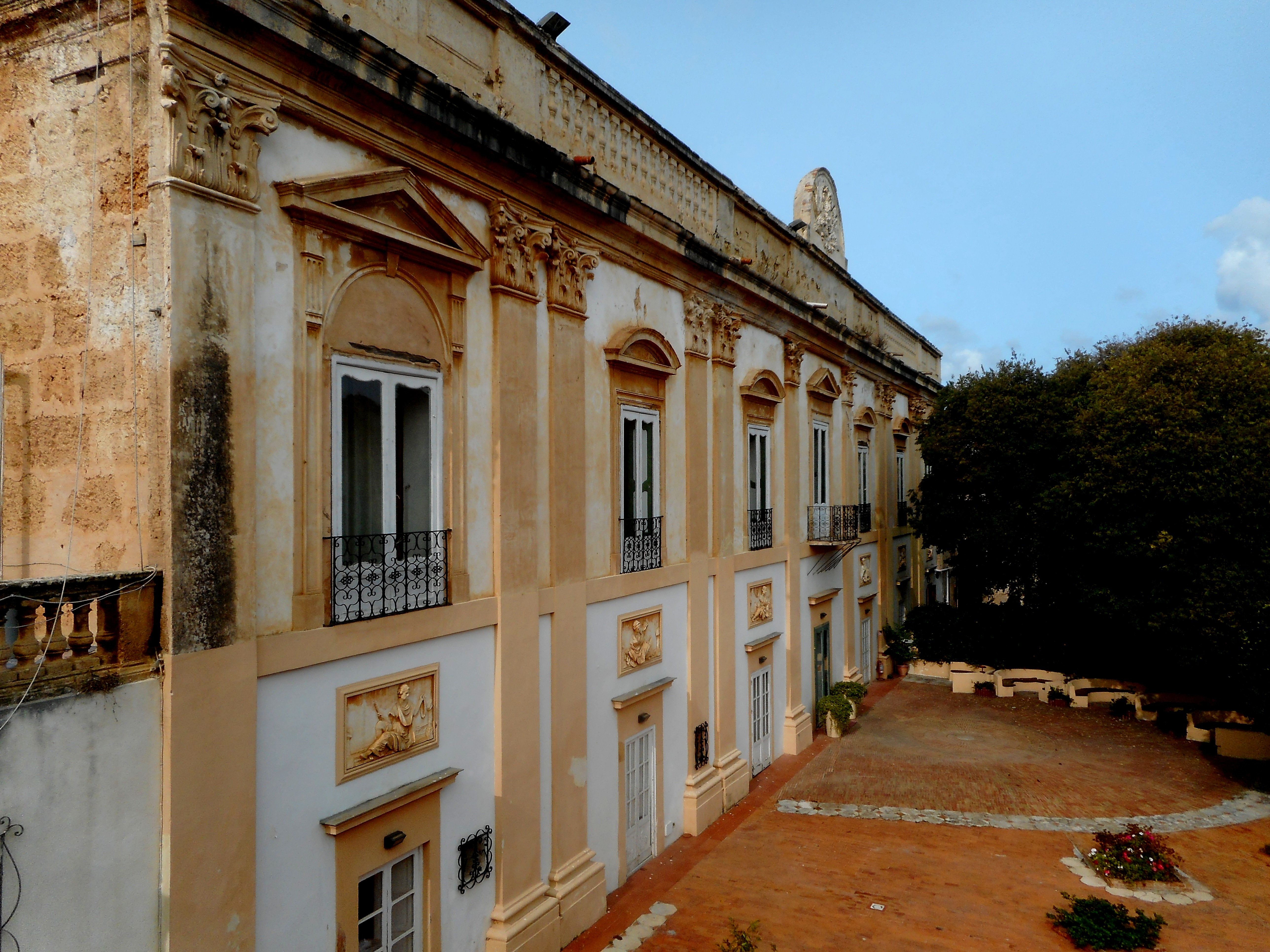
Die Villa Boscogrande in Palermo diente als Drehort für das Anwesen des Fürsten

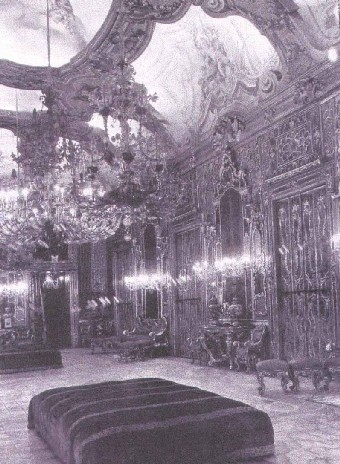
Spiegelsaal im Palazzo Gangi-Valguarnera

Luchino Visconti las den Roman Il Gattopardo kurz nach dessen Erscheinen im Jahr 1958. Er war begeistert von dem Roman und insbesondere von der Hauptfigur des Fürsten gerührt, obgleich er Kommunist war und viele andere italienische Kommunisten wie Mario Alicata hinter dem Roman des sizilianischen Fürsten und Literaturwissenschaftlers Giuseppe Tomasi di Lampedusa eine reaktionäre Ideologie vermuteten und ihn deshalb ablehnten. Visconti nahm „leidenschaftlichen Anteil“ an den Polemiken gegen den Roman und fühlte sich durch diese noch mehr bestärkt, den Roman zu verfilmen. Tomasi di Lampedusa, der bereits vor Erscheinen des Romans verstorben war, hatte viele Figuren des Romans aus seiner eigenen Familiengeschichte entnommen – so diente sein Urgroßvater Giulio Fabrizio Tomasi (1813–1885), ein Aristokrat mit einer Leidenschaft für Astronomie, als Vorbild für die Hauptfigur des Fürsten. Viele Kritiker und Filmwissenschaftler sahen später Ähnlichkeiten zwischen Visconti – der selbst aristokratischer Herkunft war – und der Hauptfigur des Leopards, etwa „wegen der feinen Manieren, der Lebenskunst und der Sensibilität dieser Figur“.
Visconti hat in seiner Inszenierung auf das fünfte Kapitel (mit dem Besuch Pater Pirrones in seinem Heimatdorf, wo sich die Geschichte um die Geldheirat auf unterster sozialer Stufe wiederholt) sowie auf die letzten beiden Kapitel des Romans (mit dem Tod des Fürsten und dem Epilog bei den unverheirateten Töchtern des Fürsten im Mai 1910) verzichtet. Dafür werden die Bürgerkriegssituation in Palermo sowie die Verletzung Tancredis anders als im Buch genau geschildert und die Szene des Ballvergnügens mit der Erschießung von übergelaufenen Soldaten, die sich Garibaldis Truppen angeschlossen hatten, kontrastiert.

### Besetzung
Viscontis Wunschbesetzung für die Hauptrolle des Fürsten war eigentlich Marlon Brando. Schließlich wurde Burt Lancaster von den Produzenten verpflichtet, was vielen Zeitgenossen allerdings als exzentrische Besetzung galt und auch Visconti argwöhnisch machte. Lancaster stand zwar als großer Hollywood-Star auf dem Zenit seines Ruhmes, hatte aber ansonsten in der Regel keine italienischen Aristokraten, sondern typisch amerikanische Figuren in Western oder Kriminalfilmen gespielt. Nach Erinnerungen von Claudia Cardinale habe Lancaster beim Drehen seiner ersten Szene über Schmerzen im Knie geklagt, woraufhin Visconti ihn mit scharfen Worten in die Schranken gewiesen habe. Offenbar wollte der italienische Regisseur dem Hollywood-Star zeigen, wer am Filmset das Sagen hatte. Im weiteren Verlauf der Dreharbeiten verlief ihre Zusammenarbeit harmonisch, da Lancaster den Regisseur schätzte, seinen Anweisungen folgte und sich überzeugend in die Rolle versetzte. Die beiden freundeten sich an und arbeiteten elf Jahre später bei Gewalt und Leidenschaft nochmals zusammen, in dem Lancaster erneut eine einsame, melancholische Figur verkörperte.
Mit den beiden jüngeren Hauptdarstellern Alain Delon und Claudia Cardinale hatte Visconti bereits in Rocco und seine Brüder zusammengearbeitet.

### Drehorte, Ausstattung und Musik
Hauptorte der Handlung sind der Palast des Fürsten von Salina in San Lorenzo bei Palermo, Palermo selbst, die fürstliche Sommerresidenz in Donnafugata und der Palast des Fürsten von Ponteleone in Palermo. Drehorte waren dagegen die Villa Boscogrande bei Palermo, Straßen und Plätze in Palermo, der Ort Ciminna mit einer hinzukonstruierten Fassade der Sommerresidenz, Innenaufnahmen im Palazzo Chigi in Ariccia bei Rom und der Palazzo Gangi-Valguarnera in Palermo. Die Ballszene (über 44 Minuten) im Palazzo Gangi-Valguarnera erlangte ob ihrer Dauer und ihrer Opulenz Berühmtheit.
Für die Ausstattung des Filmes war Vera Marzot verantwortlich, die mit diesem Film auch ihre Zusammenarbeit mit Piero Tosi begann, der für die Kostüme zuständig war. Das Szenenbild verantwortete Mario Garbuglia. Die Filmmusik von Nino Rota entstand unter Verwendung von Themen von Giuseppe Verdi, sie wurde unter Leitung des Dirigenten Franco Ferrara eingespielt.

### OriginaltitelIl Gattopardo
Der ursprüngliche Filmtitel Il Gattopardo wurde – wie auch der des gleichnamigen Romans – jahrzehntelang in mehreren Sprachen mit Der Leopard übersetzt. In den 1990er Jahren kam es zu einer Debatte, in der behauptet wurde, das italienische Wort gattopardo stehe – im Gegensatz zu leopardo – für den Serval, eine viel kleinere, afrikanische Raubkatze, und damit habe der Autor Giuseppe Tomasi di Lampedusa womöglich eine ironische Anspielung auf den Machtverfall des Fürsten ausdrücken wollen. Diese Behauptung wird jedoch inzwischen mangels konkreter Belege im Text des Romans weitgehend abgelehnt, Genaueres dazu hier.

## Kritiken
Bei seiner Premiere war Der Leopard in Italien und weiten Teilen Europas sehr erfolgreich, in den USA blieb er hingegen stark hinter den kommerziellen Erwartungen zurück. Der Film gilt heute allgemein als ein Meisterwerk der Filmgeschichte und als einer von Viscontis besten Filmen. So wurde Der Leopard im Jahr 2012 bei einer Umfrage der britischen Filmzeitschrift Sight & Sound unter die 100 besten Filme aller Zeiten gewählt. Insgesamt listet die Website They Shoot Pictures, Don’t They?, die über 9.000 Listen und Umfragen von Filmkritikern auswertet, den Leopard unter den angesehensten Werken der Filmgeschichte. Regisseur Martin Scorsese zählt ihn zu seinen Lieblingsfilmen.
Diese Einschätzung spiegelt sich auch in den Auswertungen US-amerikanischer Aggregatoren wider. So erfasst Rotten Tomatoes fast ausschließlich wohlwollende Besprechungen und formuliert den Konsens: „Üppig und wehmütig, enthält The Leopard epische Schlachten, großzügige Kostüme und einen Walzer im Ballraum, der im Wettstreit der schönsten Filmsequenzen aller Zeiten konkurriert.“ Metacritic führt nur Höchstwertungen auf.

„Ein bewegendes historisches und gesellschaftliches Panoramabild von faszinierender Schönheit.“

„Luchino Viscontis Meisterwerk Der Leopard ein ganz besonderer Leckerbissen: Brillantes Dekor, die hervorragende Besetzung und die imposante Inszenierung sorgen für vorzügliche Historien-Unterhaltung mit einer schier endlosen Ball-Sequenz als Höhepunkt.“

„Die Regie entfaltet hier eine bedeutende Meisterschaft. Es gelingt ihr, den Glanz des Dekorativen in einen realistischen Zusammenhang zu integrieren. Dessen eindringliche Wirkung besteht darin, daß hier eine historische Situation episch breit dargelegt und gleichzeitig ihr Kern enthüllt wird. Die Ökonomie der Regie ist da bewundernswert. Auch das Breite, Ausladende, hat dramaturgisch berechtigte Form. So verbindet sich das formal Ästhetische, ja das Zeremonielle der Szene, überzeugend mit dem Wirklichen.“

Jochen Kürten nannte ihn 2018 in der Deutschen Welle einen „Jahrhundertfilm“: „Das faszinierende an Il Gattopardo noch heute ist, dass sich Visconti jeder einseitigen und plakativen Wertung enthält. Don Fabrizio steht für das Alte, aber auch für Schönheit, Kunst und Opulenz. Er weiß, dass seine Zeit und die des feudalen Systems in Europa vorbei ist, und doch macht sein Regisseur ihn zu einem unvergesslichen Filmcharakter zwischen Melancholie und Trauer.“ Die Hauptfigur sei damit das Spiegelbild seines Regisseurs, eines adeligen Marxisten. „Opportunismus und Karrieredenken, der Kampf zwischen den einzelnen gesellschaftlichen Schichten und Sphären, zwischen dem armen Süden und dem reichen Norden“ seien im Film thematisiert, wodurch er bis heute aktuell bleibe und politische Prozesse verstehbar mache.

## Auszeichnungen
Viscontis Film gewann bei den Filmfestspielen von Cannes 1963 die Goldene Palme als bester Wettbewerbsfilm, den David di Donatello für das beste Szenenbild und die Preise der Sindacato Nazionale Giornalisti Cinematografici Italiani in den Kategorien beste Kamera (Farbe), Kostüme und Szenenbild. Eine Nominierung erhielt der Film bei den Oscars 1964, wo Designer Piero Tosi für die besten Kostüme (Farbe) nominiert wurde. Hauptdarsteller Burt Lancaster gewann 1964 den französischen Étoile de Cristal als bester ausländischer Darsteller, während Alain Delon im selben Jahr für den Golden Globe Award als Bester Nachwuchsdarsteller nominiert wurde.

## Deutsche Fassungen
Die deutsche Synchronfassung von Der Leopard entstand im Jahr 1963 in den Ateliers der Elite Film Franz Schroeder GmbH. Die in dieser Fassung fehlenden (und verloren gegangenen) Sequenzen wurden 1993 vom ZDF in einem Hamburger Synchronstudio (Regie: Gerhard Graf) nachsynchronisiert. Bereits 1966 war in der DDR eine ungekürzte, eigene Fassung gelaufen, die vom DEFA-Studio für Synchronisation, Berlin erstellt worden war – Dialog: Annette Ihnen, Regie: Johannes Knittel
| Don Fabrizio, Fürst von Salina        | Burt Lancaster                   | Carl Raddatz           | Klaus Dittmann        | Robert Trösch   |
| Angelica Sedara / Bertiana            | Claudia Cardinale                | Dagmar Altrichter      | Dagmar Altrichter     | Karin Ugowski   |
| Tancredi Falconeri                    | Alain Delon                      | Christian Wolff        | Christian Wolff       | Winfried Wagner |
| Don Calogero Sedara                   | Paolo Stoppa                     | Hans Hessling          | Hans Hessling         | Willi Narloch   |
| Maria Stella Salina, Frau des Fürsten | Rina Morelli                     | Tilly Lauenstein       |                       | Maria Rouvel    |
| Pater Pirrone                         | Romolo Valli                     | Arnold Marquis         | Gerhard Lippert       | Ivan Malré      |
| Concetta                              | Lucilla Morlacchi                | Uta Hallant            |                       | Barbara Adolph  |
| Graf Cavriaghi                        | Terence Hill (als Mario Girotti) | Jörg Cossardt          | Michael Harck         | Karl Sturm      |
| Cavaliere Chevally, Abgesandter       | Leslie French                    | Ernst Fritz Fürbringer |                       | Walter Lendrich |
| Oberst Pallavicino                    | Ivo Garrani                      | Curt Ackermann         |                       |                 |
| Don Ciccio Tumeo                      | Serge Reggiani                   | Gert Günther Hoffmann  | Gert Günther Hoffmann | Edwin Marian    |
| Don Diego, Fürst von Ponteleone       | Howard N. Rubien                 | Paul Wagner            |                       |                 |

## Veröffentlichungen
- Der Leopard. Special-Edition (2 DVDs und CD), Koch Media 2004: Enthält neben der restaurierten Langfassung (180 Minuten) auch Reclams Elektronisches Filmlexikon, die Original-Filmmusik von Nino Rota auf separater CD sowie eine Dokumentation über Rota und ein 16-seitiges Booklet, Seitenverhältnis 2,20:1.
- Der Leopard. Blu-ray, Koch Media 2010: Langfassung (185 Minuten), Seitenverhältnis 2,35:1.
- Der Leopard. Blu-ray, Koch Media 2018: Neuauflage mit restauriertem 4K-Master, Seitenverhältnis 2,55:1.
- The Leopard. 2 Blu-rays, The Criterion Collection 2010: US-Veröffentlichung, enthält neben der Langfassung auch die englische Sprachfassung (161 Minuten), Seitenverhältnis 2,21:1.
- The Leopard. Blu-ray, British Film Institute 2010: Britische Veröffentlichung, Seitenverhältnis 2,20:1.